# سیاه و سفید (فیلم ۲۰۱۰)
سیاه و سفید (به ترکی استانبولی: Siyah Beyaz) یک فیلم درام ترکی به کارگردانی احمد بویاجی‌اوغلو در سال ۲۰۱۰ است که داستان‌های گروهی از افراد معمولی را در یک بار معروف در آنکارا روایت می‌کند. از بازیگران آن می‌توان به تونجل کورتیز، ارکان جان و تانر بیرسل اشاره کرد.